# Bubulak
Bubulak is een bestuurslaag in het regentschap Kota Bogor van de provincie West-Java, Indonesië. Bubulak telt 13.952 inwoners (volkstelling 2010).